# Анаксибија
Анаксибија (грч. Άναξίβια) је у грчкој митологији било име више личности.

## Митологија
- Бијантова кћерка, која се удала за Пелију, краља Јолка и са њим имала децу: Акаста, Писидику, Пелопију, Хипотоју, Алкесту и Медузу. Према неким ауторима, њено име је било Филомаха.[1]
- Кћерка Кратијеја, која је била друга Несторова супруга.[2] Међутим, као Несторова супруга се наводи и Еуридика. Са једном од њих две, Нестор је имао децу: Писидику, Поликасту, Персеја, Стратиха, Арета, Ехефрона, Писистрата, Антилоха и Трасимеда.[1]
- Анаксибија је била или кћерка Плистена и Европе или Атреја и Европе или Плистена и Клеоле. Са Строфијем је имала сина Пилада. Она је била Агамемнонова сестра и можда Несторова супруга.[1] Према Хигину, њено име је било Астиоха.[2]
- Била је једна од Данаида, чија је мајка била жена из Етиопије, а супруг Архелај.[3]
- Нимфа Најада са реке Ганг у Индији, која је бежала од Хелијевог удварања, па ју је Артемида сакрила испод планине Корифе.[4]